# Leliwa III
Leliwa III – polski herb szlachecki, odmiana herbu Leliwa.

## Opis herbu
W polu błękitnym nad złotym półksiężycem sześciopromienna gwiazda złota, z której wychodzi strzała srebrna w słup, bez opierzenia. Klejnot: trzy pióra strusie.

## Najwcześniejsze wzmianki
Według Ostrowskiego jest to odmiana przysługująca Cudowskim i Daszkowiczom na Litwie.
Tadeusz Gajl dodaje jeszcze nazwiska Daszkiewicz, Czudowski.

## Herbowni
Cudowski, Czudowski, Daszkiewicz, Daszkowicz.

## Znani herbowni
- Eustachy Daszkiewicz[2].